# Girlfriend (The Darkness sång)
Girlfriend är en låt av det brittiska rockbandet The Darkness, skriven av bröderna Justin och Dan Hawkins. Låten producerades av Roy Thomas Baker och gavs ut som tredje singel från gruppens andra studioalbum, One Way Ticket to Hell ...and Back. Som bäst nådde låten plats 39 på den brittiska singellistan, vilket var gruppens sämsta notering sedan den gav ut dess debutsingel, Get Your Hands off My Woman, i början av 2003. Låtens musikvideo är en parodi på filmen Flashdance.

## Låtlista
Alla låtar är skrivna och komponerade av Justin Hawkins, Dan Hawkins. 
| 1. | Girlfriend                      |  |
| 2. | Girlfriend (Richie Edwards mix) |  |

| 1. | Girlfriend (musikvideo)             |  |
| 2. | Girlfriend (musikvideo - making of) |  |
| 3. | Girlfriend                          |  |
| 4. | Girlfriend (British Whale mix)      |  |
| 5. | Girlfriend (Space Cowboy house mix) |  |

| 1. | Girlfriend                                |  |
| 2. | Girlfriend (Space Cowboy hard & fast mix) |  |

## Listplaceringar
| Land           | Placering |
| -------------- | --------- |
| Irland         | 40        |
| Storbritannien | 39        |